# Kanton Orléans-1
Orléans-1 is een kanton van het Franse departement Loiret. Het kanton maakt deel uit van het arrondissement Orléans. Het werd opgericht bij decreet van 25 februari 2014 met uitwerking op 22 maart 2015.

## Gemeenten
Het kanton Orléans-1 omvat uitsluitend een westelijk deel van de gemeente:  Orléans.